# Markaz-e Behsud
Markaz-e Behsud är ett distrikt i Afghanistan. Det ligger i provinsen Wardak, i den centrala delen av landet, 140 kilometer väster om huvudstaden Kabul. Administrativ huvudort är Behsud.
Distriktet beräknades år 2022 ha cirka 140 000 invånare.